# Municipio Junín
Junín es uno de los 29 municipios que forman parte del Estado Táchira en Los Andes de Venezuela. Su capital es Rubio. Tiene una extensión de 315 km², según estimaciones del INE su población para el año 2023 es de 89 528 habitantes.

## Historia
- Los primeros habitantes de Rubio fueron los aborígenes Kaneas y Carapos, quienes habitaron estas tierras hasta la llegada de los colonizadores.

- El 9 de diciembre de 1794 fueron adquiridas las tierras del Valle de Canea por el sanantoniense Don Gervasio Rubio Vargas, quien fundaría la Villa Santa Bárbara de Rubio.

- Durante el proceso de independencia en 1810, era una parroquia de la Villa de San Antonio, que correspondía a la Provincia de Mérida. Según algunos historiadores, el Libertador Simón Bolívar pasaría cerca de Rubio, durante la Campaña Admirable, mientras que los generales Hermógenes Maza y José María Ortega, entraron al pueblo sobre la Calle Real (hoy Calle Colombia). En 1829, el general Rafael Urdaneta estuvo una semana en Rubio, antes de partir a la ciudad de Bogotá, entonces capital de la Gran Colombia.

Con la separación de Venezuela de la Gran Colombia en 1831, Rubio pasaría ser parroquia del Cantón San Cristóbal (Provincia de Mérida) del restablecido país. 
En 1856, se crea la Provincia del Táchira, formando los cantones de San Cristóbal, San Antonio, Lobatera y La Grita. En el caso de Rubio, pasaría ser parte del Cantón San Antonio. Sin embargo, el territorio formaron padre del Estado Los Andes y luego una parte del Estado Zulia por un corto tiempo. Una parte del municipio fue parte del 
Territorio Federal Armisticio, aunque su capital era Las Delicias y luego Rubio. 
En 1899, cuando recuperó al Estado Táchira como estado federal definitivo, se crea el Distrito Junín, conformado los pueblos de Rubio, Las Delicias y Bramón. 
El 21 de agosto de 2015 el presidente de Venezuela, Nicolás Maduro declara parcialmente un Estado de excepción por 60 días en el estado fronterizo del Táchira, por la crisis diplomática con Colombia, siendo esta entidad municipal uno de los cinco municipios afectados por la medida presidencial.

## Geografía
El municipio se encuentra al Suroeste del estado. Su capital se encuentra a una distancia de: San Cristóbal 21 km, Maracaibo 458, Mérida 284, Caracas 837 km, Valencia 679, Barquisimeto 556, Maracay 728 km, San Antonio 25 km, Puerto Cabello 732, Puerto Santander (Colombia) 90 y Cuenta (Colombia) 43 km.
- Municipio

Latitud Norte: 7° 24´55” y 7° 47´00”
Longitud Oeste: 72° 17´08” y 72° 26´47”
- Rubio

Latitud Norte: 7° 42´14"
Longitud Oeste: 72° 20´52”

### Límites
- Al norte: con los municipios Libertad y Bolívar.
- Al sur: con los municipios Urdaneta y Córdoba; y el estado Apure.
- Al este: con el municipio Córdoba.
- Al oeste: con los municipios Bolívar y Urdaneta.

### Superficie
El municipio tiene una extensión de 315 km², el cual representa 2,84% del estado Táchira.

### Altitud
Su altitud va entre los 500 y 3.000 m s. n. m. La capital municipal, Rubio, se encuentra a 825 m s. n. m.

### Organización Parroquial
| Parroquia       | Superficie | Población   | Densidad        | Capital                    |
| --------------- | ---------- | ----------- | --------------- | -------------------------- |
| 1.) Bramón      | 41 km²     | 23.274 hab. | hab./km²        | Bramón                     |
| 2.) La Petrólea | km²        | 2.760 hab.  | hab./km²        | Río Chiquito               |
| 3.) Quinimarí   | km²        | 1.453 hab.  | hab./km²        | San Vicente de la Revancha |
| 4.) Rubio       | 163 km²    | 63.041 hab. | hab./km²        | Rubio                      |
| Municipio Junín | 315 km²    | 89.528 hab. | 404,85 hab./km² | Rubio                      |

Municipios y Parroquias Capitales Aldeas Superficie (km²)
Junín Rubio 315,00
Parroquia Capital Rubio 156,00
Alineaderos 15,25
Barro Amarillo 6,18
Canea 14,40
Caño de Agua 16,75
Cuquí 22,23
Escaleras 17,66
La Lejía 7,04
La Unión 26,73
Vega de la Pipa 16,18
Parroquia Bramón  41,00
Bramón 28,11
Jagual 17,00
Parroquia La Petrólea Río Chiquito 59,00
La Alquitrana 10,93
Río Chiquito 42,15
Parroquia Quinimarí  59,00
San Vicente de la Revancha 49,31
Parroquia Bramón
- Capital: Bramón
- Año de Fundación: 12 de septiembre de 1887
- Ubicación y Límites: Aldea de la Parroquia del mismo nombre, ubicada en el centro del Municipio. Limita por el Norte con la Aldea El Jagual; por el Este, con las aldeas Vega de la Pipa y Caño de Agua; por el Sur, con las aldeas La Honda, Toronjal, Centro y Palma de Oso; y por el Oeste, con las aldeas Salados y Perdices, Altoviento y La Honda.
- Cabecera: Bramón (ubicada a 8 km de Rubio).
- Centros Poblados: La Colina, El Helechal, La Pedregosa, La Victoria, Los Zanjones, Matamula, Río Chiquito, Pabellón, Las Brisas, Mata de Guadua y San Isidro.
- Accidentes Geográficos: Cerros Pico de Vela (2.825 m s. n. m.), Pan de Azúcar (2.383 m s. n. m.), La Honda (1.867 m s. n. m.), La Ratona (1.780 m s. n. m.); quebradas La Lejía (18,8 km de longitud), La Ratona, Río Chiquito, La Ahumada, Río Carapo.

El Jagual
- Ubicación y Límites: Ubicada inmediatamente al sur de la capital del Municipio. Limita por el Noroeste con la Aldea Cuquí; por el Noroeste, con el área urbana de la ciudad de Rubio; por el Este con la Aldea Vega de la Pipa; por el Sur con la aldea Bramón; y por el Oeste con el Municipio Bolívar.
- Cabecera: El Jagual
- Centros Poblados: La Victoria, km 5, Bolivia, El Rodeo, Cruz Roja, El Hoyito, Encontrados.
- Accidentes Geográficos: Cerros Moretón (1.257 m s. n. m.); quebradas Río Chiquito y La Ahumada; río Carapo.
- Economía: Productora de café y caña de azúcar; posee arena, carbón y arcilla. El Jagual durante la época exportadora de café en Venezuela y más tarde durante los años 1954 a 1957 disponía de la producción del café del Rodeo y zonas aledañas que arrimaba al Central de Beneficio de Bramón mediante sistemas de aparceros ubicados en lo que fue después de la caída de Pérez Jiménez la primera cooperativa de Venezuela " El Rodeo"

Vega de la Pipa
- Ubicación y Límites: Limita al norte con la Aldea Unión; por el este, con las Aldeas Unión, La Alquitrana y Caño de Agua; por el Sur, con la Aldea Caño de Agua; y por el Oeste con las aldeas El Jagual y Bramón, de la parroquia Bramón, separadas por la quebrada La Ahumada.

- Cabecera: Vega de la Pipa.

- Centros Poblados: El Pórtico, El Retiro, El Cristo, La Reforma.

- Accidentes Geográficos: Cerros El Carmen, San Isidro, La Caimita y Campo Hermoso, Quebradas La Lejía y La Ahumada; cascada La Lejía.

- Economía: Café, caña de azúcar, ganado vacuno y porcino; posee carbón, granzón y arcillas.

### Hidrografía
Conformada por los Ríos Quínimari, Carapo y Bramoncito que nacen en este municipio, así como las quebradas: La Lejía, El Salado, La Ratona, entre otras que conforman la cuenca del Río Quínimari (Hoya del Río Orinoco).

### Relieve
Presenta topografía accidentada, de inclinación a muy inclinada con pendiente variable que va de 15 a más de 40%. Con altura que van desde los 500 hasta más de 1.500 m s. n. m.

### Suelo
Generalmente de texturas medias moderadamente profundos de pH ácido y con afloramientos rocosos locales.
Áreas Bajo Régimen de Administración Especial 
Zona Protectora de Rubio
parque nacional El Tamá
Principales Problemas Ambientales y/o Económicos
Abastecimiento de agua para consumo humano.
Contaminación de cuerpos de agua.
Contaminación sónica.
Subutilización de recursos turísticos.
Disposición y recolección final de basura.

## Economía
Bramón es una reconocida productora de café. Durante la época de auge exportador del café en Venezuela, y especialmente entre los años 1954 y 1957, albergó el central cafetalero más grande del país. En ese mismo período se estableció allí la primera y única escuela de prácticos cafeteros, dedicada a la formación técnica en el cultivo y procesamiento del café.
Actualmente, en sus instalaciones funciona el Instituto Nacional de Investigaciones Agropecuarias (INIA), orientado principalmente a la investigación agrícola en café y otros rubros de importancia para el estado Táchira y Venezuela.
En cuanto a la producción de caña de azúcar, la Hacienda Bramón también fue sede del central panelero más grande de la región, donde se procesaba caña para la elaboración y comercialización de papelón. Esta actividad tuvo su auge entre 1955 y 1958.
Bramón forma parte del municipio Junín, cuya cultura y economía han estado históricamente ligadas al cultivo del café.

## Turismo
Bramón es visitada por turistas aun cuando se hace necesario fortalecer sus rutas turísticas las cuales son:
1.- El paseo Bramón La colina zona residencial antes la ruta del río Chiquito. Se observa lo que fueron pequeñas parcelas de café, parcelas de ganado, vista al valle del río Chiquito y vista a la colina donde para 1958 existió la más grande finca de ganadería intensiva de la región con ganado de leche pasto de corte ordeño mecánico allí actualmente está el poblado de la colina quizás hoy más conocido que Bramón.
2.- Bramón El tropezón El paraíso El pabellón. En la vía a Delicias se observan fincas cafetaleras, el museo del café, la empresa procesadora de café Concafé, fincas cafeteras, campo experimental de café del inia. Una parada en el pabellón se observa la ciudad pontálida: Rubio y una vista panorámica de San Cristóbal y a la derecha las estribaciones del páramo del tamá. Si siguen van a Delicias y disfrutan del páramo de mata mulas vista a Ragonvalia (Colombia) flores y fincas cafeteras y ganaderas en estas últimas se produce el famoso queso mantequilluo especialmente el reposo.
3.- Bramón La victoria. Es la vía al Jagual primera productora de café mediante medianería y aparcería por los mediados del 45 50. Si sigue esta ruta llega al Rodeo primera cooperativa nacida en Venezuela.
4.- En Bramón no dejes de visitar: las dos iglesias la católica y la evangélica, las cuales con sus héroes: don Melquiades y su familia, Arcadio Peña y Flia, los Martínez, los Valduz., los Zambrano, los Rey, los Maldonado, los Ramírez, etc. Las bodegas de don Alberto Grimaldo y Ángel Sepúlveda, la casa amarilla, la casa donde María Herrera vendía hayacas y tamales. La escuela Belizario Díaz hoy Ciclo Básico Mercedes de Navarro donde se formaron muchos profesionales hoy en día que le han servido al país. Las casas de la curva de los Zambrano, la casa de los Grimaldos donde funcionó el primer cine. Pasa el arco y encontrarás la historia del Central Cafetalero con sus patios y tanques de agua movidas por el río Bramon del Central panelero más grande del Táchira lo que fue la escuela de prácticos cafeteros, todo ello en el período 1945-1965. Actualmente esas instalaciones las tiene el inia dedicadas a investigación y transferencia de tecnología agrícola. Se puede visitar la calle nueva y sus ventas recuerdos y hablar con los locales. Luego se puede regresar a Rubio y entrar a su mercado, los patios, la iglesia, las calles espaciosas, los parques, los restaurantes. En el mercado destacan los panes andinos y dulcería y morcillas.

## Política y gobierno

### Alcaldes
| Período     | Alcalde                 | Partido político / Alianza | % de votos | Notas |
| ----------- | ----------------------- | -------------------------- | ---------- | --- |
| 1989 - 1992 | Juan de Dios Cañas      |                            | 47,22      | Primer alcalde bajo elecciones directas |
| 1992 - 1995 | Pedro Fernández         |                            | 39,19      | Segundo alcalde bajo elecciones directas |
| 1995 - 2000 | Gonzálo Fuentes La Cruz |                            | -          | Tercer alcalde bajo elecciones directas (se realizaron elecciones generales adelantadas en el 2000 debido a la aprobación de la Constitución de 1999) |
| 2000 - 2004 | Luis Valladares         |                            | 25,88      | Cuarto alcalde bajo elecciones directas |
| 2004 - 2008 | Juan Peñaloza           |                            | 41,68      | Quinto alcalde bajo elecciones directas |
| 2008 - 2013 | Mercedes Chaputa        |                            | 53,39      | Sexto alcalde bajo elecciones directas (se postergan 1 año las elecciones municipales pautadas para finales del 2012)                                 |
| 2013 - 2017 | Yobel Sandoval          |                            | 51,50      | Séptimo alcalde bajo elecciones directas |
| 2017 - 2021 | Ángel Márquez           |                            | 52,30      | Octavo alcalde bajo elecciones directas |
| 2021 - 2025 | Jackson Carrillo        |                            | 37,12      | Noveno alcalde bajo elecciones directas |

### Concejo Municipal
Período 1989 - 1992
| Concejales:            | Partido político / Alianza |
| ---------------------- | -------------------------- |
| Armando Bautista       | AD                         |
| Sonia Hernán de Bastos | AD                         |
| José Omar Boada        | AD                         |
| Luis Antonio Ruda      | AD                         |
| Félix Campero Sánchez  | AD                         |
| Juan Abello González   | COPEI                      |
| Nelson Flores Galvis   | COPEI                      |
| Josué Velandria Chacón | MAS                        |
| Orlando Parra          | MAS                        |

Período 1992 - 1995
| Concejales:          | Partido político / Alianza |
| -------------------- | -------------------------- |
| Nelson Flores Galvis | COPEI                      |
| Evaristo Monsalve    | COPEI                      |
| Juan Abello González | COPEI                      |
| Ángel Ochoa          | COPEI                      |
| Asdrúbal Manrique    | AD                         |
| Sonia Hernández      | AD                         |
| Martín Rincón        | AD                         |
| Napoleón Jiménez     | AD                         |
| Sergio Bonilla       | MAS                        |

Período 1995 - 2000
| Concejales:       | Partido político / Alianza |
| ----------------- | -------------------------- |
| Juan Peñaloza     | AD                         |
| Roger Chaparro    | AD                         |
| Asdrubal Cáceres  | AD                         |
| Osmelys Correa    | AD                         |
| Javier Ramírez    | AD                         |
| Jesus Sánchez     | AD                         |
| Evaristo Monsalve | COPEI                      |
| Jorge Sepulveda   | COPEI                      |
| José Granados     | CONVERGENCIA               |

Período 2000 - 2005
| Concejales:   | Partido político / Alianza |
| ------------- | -------------------------- |
| '             | MVR                        |
| '             | MVR                        |
| '             | MVR                        |
| '             | MVR                        |
| '             | MAS                        |
| Pulio Rosales | COPEI                      |
| Juan Peñaloza | AD                         |

Período 2005 - 2013
| Concejales:       | Partido político / Alianza |
| ----------------- | -------------------------- |
| Valentin Angarita | MVR                        |
| Thomas Peréz      | MVR                        |
| Eddy Peñuela      | MVR                        |
| Jairo Palacios    | MVR                        |
| Delvis Hernandez  | MVR                        |
| José Pinilla      | MVR                        |
| Jesús Sarmiento   | AD                         |

Período 2013 - 2018
| Concejales:      | Partido político / Alianza |
| ---------------- | -------------------------- |
| Francisco Rincón | MUD                        |
| Walter Chacón    | MUD                        |
| Marlene Mora     | MUD                        |
| Jesús Sarmiento  | MUD                        |
| Luis Ruda        | MUD                        |
| Danny Carrillo   | MUD                        |
| José Pinilla     | PSUV                       |

Período 2018 - 2021
| Concejales       | Partido político / Alianza |
| ---------------- | -------------------------- |
| Sandra Bustos    | PSUV                       |
| Lisbeth Sandoval | PSUV                       |
| Nixon Rivas      | PSUV                       |
| Erick Martínez   | PSUV                       |
| Héctor Cote      | PSUV                       |
| Maria Cañas      | PSUV                       |
| Víctor Maldonado | COPEI                      |

Período 2018 - 2021
| Concejales     | Partido político / Alianza |
| -------------- | -------------------------- |
| Marcos Rincon  | MUD                        |
| Keily Salcedo  | MUD                        |
| Jimmy Acevedo  | MUD                        |
| Danny Carrillo | MUD                        |
| Sonia Mendoza  | MUD                        |
| Herlany Rivas  | PSUV                       |
| Ruben Manrique | AD                         |